# Massey-Harris 81
Le Massey-Harris 81 est un tracteur agricole produit de 1941 à 1948 par Massey-Harris.